# Estació de Santa Coloma (FBG)
Santa Coloma va ser una estació de ferrocarril propietat de l'antiga companyia Camins de Ferro de Barcelona a Granollers. L'estació es trobava a la línia Barcelona-Granollers-Girona per on actualment circulen trens de la línia R2 de Rodalies de Catalunya.
Concretament es trobava al quilòmetre 7 de la línia de Granollers, entre les estacions de Sant Andreu Comtal i Montcada i Reixac. I força allunyada del municipi de Santa Coloma de Gramenet, al marge esquerre del riu Besòs. La línia es va inaugurar l'any 1854.